# علی حایری بارجینی
علی حائری بارجینی، مشهور به آیت الله شیخ علی یزدی حائری بارجینی، روحانی شیعه اهل یزد است.

## تولد
آیت الله شیخ علی یزدی حائری بارجینی، فرزند زین‌العابدین یزدی حائری در روستای بارجین میبد از توابع یزد به دنیا آمد. بارجین در غرب شهر میبد واقع شده است. کلمه بارجین، معرب بارگین به معنای آبگیر می‌باشد.

## تحصیلات
حائری بارجینی، تحصیلات خود را از کودکی نزد پدر در زادگاه خود و سپس در شهر میبد آغاز کرد و در ادامه برای تکمیل تحصیلات علوم دینی رهسپار حوزه‌های علمیه کربلا و نجف شد.

## وجه تسمیه حائری
از آنجا که او تا پایان عمر، در شهر کربلا سکونت داشت لقب حائری به نام او افزوده شد. حرم حسین بن علی و منطقه پیرامون آن را حائر گویند. 
در معنای حائر گفته‌اند: حائر به معنای سرگردان و متحیر است. به مکان گردی که وسط آن صاف و اطراف آن بلند باشد و آب جمع شده در آن راه خروج نداشته باشد، نیز حائر می گویند.
از زبان امامان شیعه و در روایات و احادیث زیادی این کلمه بیان شده است. شاید نخستین بار، واژه حائر در احادیثی از جعفر صادق درباره آداب و فضیلت زیارت حسین ابن علی بر محوطه محصور پیرامون بنای آرامگاه اطلاق شد.به تدریج کاربرد این واژه در میان شیعیان رواج یافت و آرامگاه مذکور و محدوده پیرامون آن به حائر حسین و حائر حسینی معروف شد.
درباره سبب حائر نامیده شدن حرم حسینی و رواج این واژه، چند قول مطرح شده است از جمله مشهورتر آن است که پس از فرمان متوکل عباسی، مبنی بر ویران کردن بنای روی قبر و آب بستن به قبر، آب نزدیک قبر ایستاد و آن را فراگرفت(حاز الماء) و از این رو، این مکان به حائر شهرت یافت. برخی این وجه را نپذیرفته‌اند، زیرا به استناد حدیث جعفر صادق پیش از زمان متوکل به این مکان حائر گفته می‌شده است. دوم آن که در اوائل قرن دوم، پیرامون محوطه آرامگاه، دیواری بنا شد و به نظر می‌رسد ایجاد این حصار، احتمالاً در دوره امویان، برای آن بود که بازرسی زائران حرم سهلتر باشد. وجه سوم، شهرت واژه آن دانسته‌اند که کاربرد این کلمه رمزگونه از حساسیت بنی امیه درباره زائران حرم حسینی می‌کاست.

## اساتید
۱. سید زین‌العابدین طباطبائی حائری، فرزند صاحب کتاب ریاض.
۲. زین‌العابدین حائری مازندرانی متوفای ۱۳۰۹ ق و صاحب تألیفات فقهی زیاد و حاشیه بر کتاب جواهر و کتاب ذخیرة المعاد فی الفروع الفقهیة.
۳. آیت الله میرزا محمد حسین حسینی مرعشی شهرستانی حایری.
۴. فاضل اردکانی، رئیس حوزه علمیه کربلا.

## شاگردان
حائری بارجینی در کربلا علاوه بر تحصیل و پژوهش، به تدریس نیز می‌پرداخت و شاگردان بسیاری را تربیت نمود. از جمله شاگردان او شیخ نظر علی بن اسماعیل کرمانی واعظ(م: ۱۳۴۸ق) است  که دارای چند کتاب از جمله أنیس الأنام و أنیس الاولاد و انیس النفس می‌باشد که بعضی از آنها در شهر نجف به چاپ رسیده است.

## امامت جماعت و قضاوت
از دیگر فعالیت‌های او که در منابع از آن یاد شده یکی امامت جماعت مسجدی در محله عباسیه شرقی کربلا جنب منزل مسکونی‌اش
و دیگری قضاوت و حل و فصل دعاوی و رفع مشکلات مردم است که گویا در مسجد محل یا کتابخانه او انجام می‌شد: «انتهت الیه الرئاسة العلمیة و القضاوة الشرعیة».

## تالیفات
الزام الناصب فی احوال الامام الغائب

## جُستارهای وابسته
- کتاب‌شناسی مهدویت